# Bożodajnia
Bożodajnia (Alhagi Gagnebin) – rodzaj roślin z rodziny bobowatych (Fabaceae Giseke). Obejmuje co najmniej 8 gatunków występujących naturalnie na obszarze od basenu Morza Śródziemnego aż po Nepal.

## Morfologia
Tworzy krzewy cierniste, charakterystyczne dla stepów Azji Zachodniej i Egiptu. Gatunek Alhagi mannifera wydziela sok zawierający cukier – jest to tak zwana manna perska, której Arabowie używają czasem zamiast cukru.

## Systematyka
Pozycja według APweb (2001...) – aktualizowany system APG II
Jeden z rodzajów podrodziny bobowatych właściwych Faboideae w rzędzie bobowatych Fabaceae s.l.. W obrębie podrodziny należy do plemienia Hedysareae.
Pozycja w systemie Reveala (1993-1999)
Gromada okrytonasienne (Magnoliophyta Cronquist), podgromada Magnoliophytina Frohne & U. Jensen ex Reveal, klasa Rosopsida Batsch, podklasa różowe (Rosidae Takht.), nadrząd Fabanae R. Dahlgren ex Reveal, rząd bobowce (Fabales Bromhead), rodzina bobowate (Fabaceae Lindl.), plemię Alhageae Burnett, podplemię Alhaginae DC., rodzaj bożodajnia (AlhagiGagnebin).
Wykaz gatunków
- Alhagi canescens (Regel) B.Keller & Shap.
- Alhagi graecorum Boiss.
- Alhagi kirghisorum Schrenk
- Alhagi maurorum Medik.
- Alhagi nepalensis (D.Don) Shap.
- Alhagi pseudalhagi (M. Bieb.) Desv. ex B. Keller & Shap.
- Alhagi sparsifolia Shap.
- Alhagi sparsifolium (Shap.) Shap.